# Petaloctenus bossema
Espèce
Petaloctenus bossema est une espèce d'araignées aranéomorphes de la famille des Ctenidae.

## Distribution
Cette espèce est endémique de Côte d'Ivoire.

## Étymologie
Son nom d'espèce lui a été donné en référence au lieu de sa découverte : Bossématié.

## Publication originale
- Jocqué & Steyn, 1997 : Petaloctenus, a new genus of Ctenidae from West-Africa (Arachnida, Araneae). Bulletin de l'Insitut royal des Sciences naturelles de Belgique Entomologie, vol. 67, p. 107-117.